# Astika
Astika (sanskryt आस्तिक) – pojęcie pochodzące z hinduizmu oznaczające osobę bądź szkołę filozoficzną akceptującą autorytet Wed. Przeciwieństwem pojęcia astika jest nastika. Para „astika – nastika” jest niejako analogią pary „teizm – ateizm”.